# Oncostemum divaricatum
Oncostemum divaricatum är en viveväxtart som först beskrevs av Thou., och fick sitt nu gällande namn av A. Dc. Oncostemum divaricatum ingår i släktet Oncostemum och familjen viveväxter. Inga underarter finns listade i Catalogue of Life.